# Hjärtums socken
Hjärtums socken i Bohuslän ingick i Inlands Torpe härad, ingår sedan 1971 i Lilla Edets kommun och motsvarar från 2016 Hjärtums distrikt.
Socknens areal är 133,42 kvadratkilometer varav 118,19 land. År 2000 fanns här 3 275 invånare. Ströms slott, en del av tätorten Lilla Edet samt tätorten Hjärtum med sockenkyrkan Hjärtums kyrka ligger i socknen.   

## Administrativ historik
Hjärtums socken har medeltida ursprung.
Vid kommunreformen 1862 övergick socknens ansvar för de kyrkliga frågorna till Hjärtums församling och för de borgerliga frågorna bildades Hjärtums landskommun. Landskommunen inkorporerades 1952 i Inlands Torpe landskommun som 1971 uppgick i Lilla Edets kommun.
1 januari 2016 inrättades distriktet Hjärtum, med samma omfattning som församlingen hade 1999/2000.
Socknen har tillhört län, fögderier, tingslag och domsagor enligt vad som beskrivs i artikeln Inlands Torpe härad. De indelta soldaterna tillhörde Bohusläns regemente, Fräkne kompani och de indelta båtsmännen tillhörde 2:a Bohusläns båtsmanskompani.

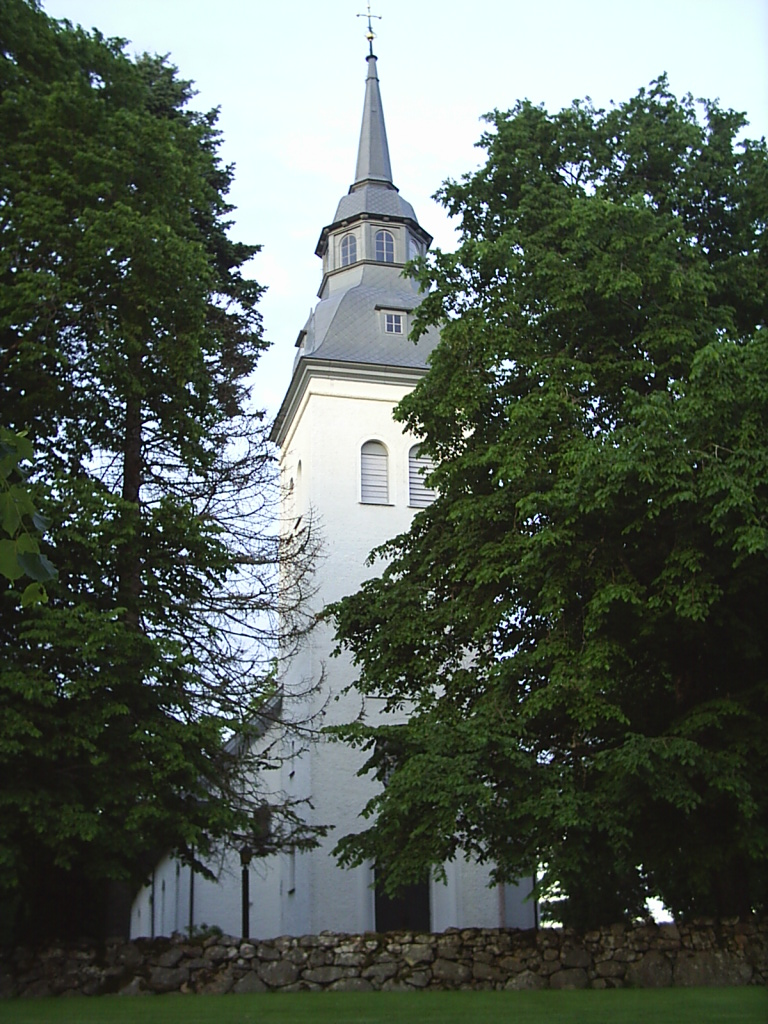
Hjärtums kyrka

## Geografi och natur
Hjärtums socken ligger sydväst om Trollhättan med Göta älv i öster. Socknen har odlingsbygd vid älven och är i övrigt en sjörik skogsbygd.
Befolkningen är koncentrerad till området närmast älven, invid vilken en smal remsa relativt slät åkermark sträcker sig. Landet innanför är bergigt, sjörikt och mestadels täckt av skog, men gles- eller obefolkat.
I socknen finns sex naturreservat. Bredfjället som delas med Grinneröds socken i Uddevalla kommun ingår i EU-nätverket Natura 2000. Det gör även Brattorpsån, Valdalsbergen och Valdalssjön medan Åkerström som delas med Naglums socken i Trollhättans kommun och Långsbergen är kommunala naturreservat.
Den avgjort största sjön är Öresjö som till en mindre del delas med Naglums socken i Trollhättans kommun. Andra större sjöar är Store-Väktor som till liten delas med Grinneröds och Ljungs socknar i Uddevalla kommun samt Lille-Väktor.
Sätesgårdar var Ströms slott och Torps herrgård.
Gästgiverier fanns i Intagan (se även nedan under Historia) och Sollum.

## Historia

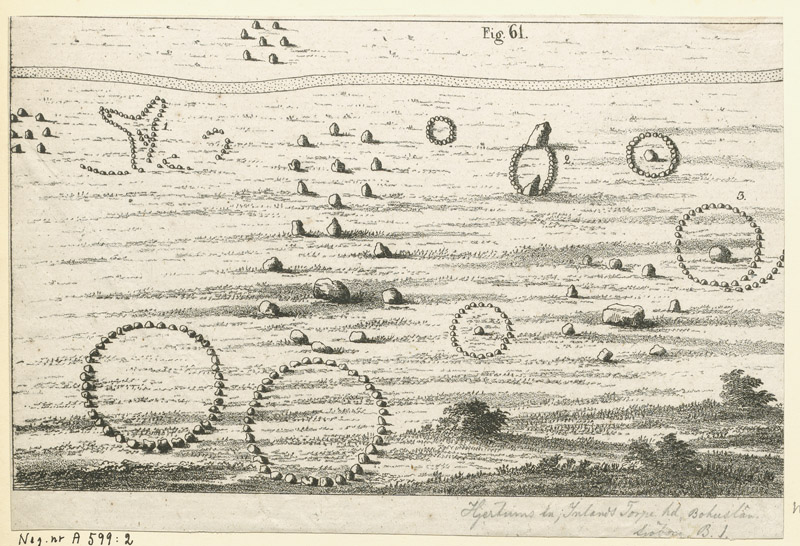
Illustration över gravfält nära Hjärtums kyrka, från Samlingar för Nordens fornälskare (1822).

Flera boplatser från stenåldern har påträffats. Från bronsåldern finns gravrösen och skålgropsförekomster. Från järnåldern finns gravfält, stensättningar och domarringar och ett par fornborgar.
Vid Intagan, i sockens norra del, inträffade 1647 en stor naturkatastrof då 27 hektar mark rasade ner i älven och tog livet av minst 85 personer. Många av dessa omkom då de firade bröllop i gästgiveriet vid älvstranden mitt i rasområdet. Tio år senare, den 25 september 1657, besegrades 2300 svenska soldater under befäl av Erik Stenbock av danskarnas 2200 man, under Iver Krabbe, i slaget vid Hjärtum.

## Befolkningsutveckling
Befolkningen ökade från 1 561 1810 till 3 605 1860 varefter den minska de till 2 227 1960 då den var som lägst under 1900-talet. Därefter vände folkmängden uppåt igen till 3 329 1990.

## Namnet
Namnet skrevs 1273 Hiärtheimi och kommer från kyrkbyn. namnet innehåller hjort och hem, 'boplats; gård'.